# Place des Quinconces
A Place des Quinconces, localizada em Bordéus, na França, está entre as maiores praças urbanas da Europa (aproximadamente 25,6 ha).
Foi estabelecido em 1820 no local de Château Trompette e tinha como objetivo evitar a rebelião contra a cidade. As armas estavam viradas para o centro. Sua forma atual (retângulo alongado arredondado com um semicírculo) foi adotada em 1816. As árvores foram plantadas (em Quincunces, daí o nome da praça) em 1818.
Com a instalação de um sistema de bonde em 2003, o local tornou-se o mais importante centro de transporte público da região, com a parada de Quinconces atendendo três linhas de bonde, 21 linhas de ônibus (incluindo 3 ônibus noturnos ), um ônibus elétrico e 12 ônibus linhas através de Gironde, bem como uma área de recepção no sul.

## Esculturas
As duas colunas rostrais de 21 m voltadas para o Garona foram erguidas por Henri-Louis Duhamel du Monceau em 1829. Um deles simboliza o comércio e o outro representa a navegação. As estátuas de mármore branco de Michel de Montaigne e Charles de Secondat, barão de Montesquieu (do escultor Dominique Fortuné Magges) foram adicionadas em 1858.

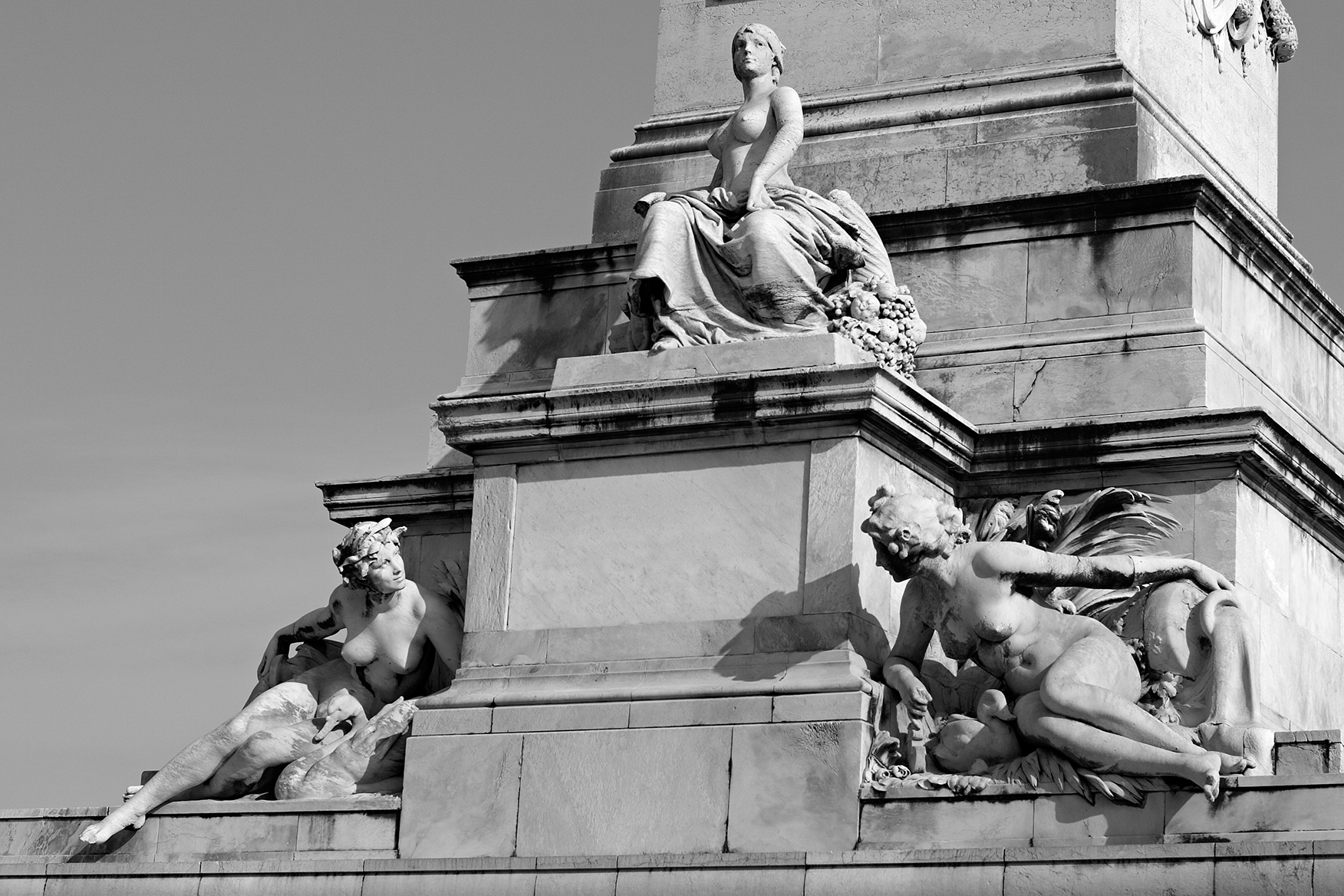
O monumento dos girondinos.

O monumento principal, o Monumento aos Girondinos (Monument aux Girondins) de 54 metros de altura, foi erguido entre 1894 e 1902, em memória dos girondinos que foram vítimas do Reino do Terror durante a Revolução Francesa. Tem um grande pedestal emoldurado por duas bacias, decorado com cavalos e tropas de bronze, e encimado por uma grande coluna com uma estátua no topo para representar o espírito da liberdade. Logo abaixo da estátua em cada um dos 4 lados estão a letra "G" para os girondinos e crescentes para o "Port de la Lune" (Porto da Lua) simbolizando a curva em forma de crescente do rio.
Entre as esculturas estão:
- rumo ao grande teatro: triunfo da República
- em direção a Chartrons: triunfo do Concorde
- em direção ao rio: a Tribuna com o galo francês; à sua direita, a História, e à sua esquerda, a Éloquência (2 pessoas sentadas).
- em direção à praça Tourny: a cidade de Bordeaux sentada na proa de um navio com uma cornucópia. À direita da base: o rio Dordonha e à esquerda o Garona.

Aos pés do "Triunfo da Concórdia": Ignorância, Mentira e Vício. Aos pés do Triunfo da República": Uma família com a criança montada num esturjão, representando a Felicidade. A coluna foi erguida por Achille Dumilatre e pelo arquiteto Victor Rich. O pedestal é da Corgolin. Felix Sharpantie e Gustav Debri criaram os grupos escultóricos sendo este último responsável pelos cavalos-marinhos.
Durante a ocupação alemã da França em 1942 na Segunda Guerra Mundial, os nazistas removeram as estátuas da fonte para fazer canhões e destruíram outras partes do monumento. As estátuas foram localizadas dois anos depois em Angers e restauradas e reerguidas em 1983. O memorial girondino foi reformado em 2004 e declarado monumento histórico em 16 de março de 2011. Os nomes dos deputados à Convenção Nacional executada durante o Terror que vieram do departamento de Gironde foram adicionados em 1989.

## Galeria

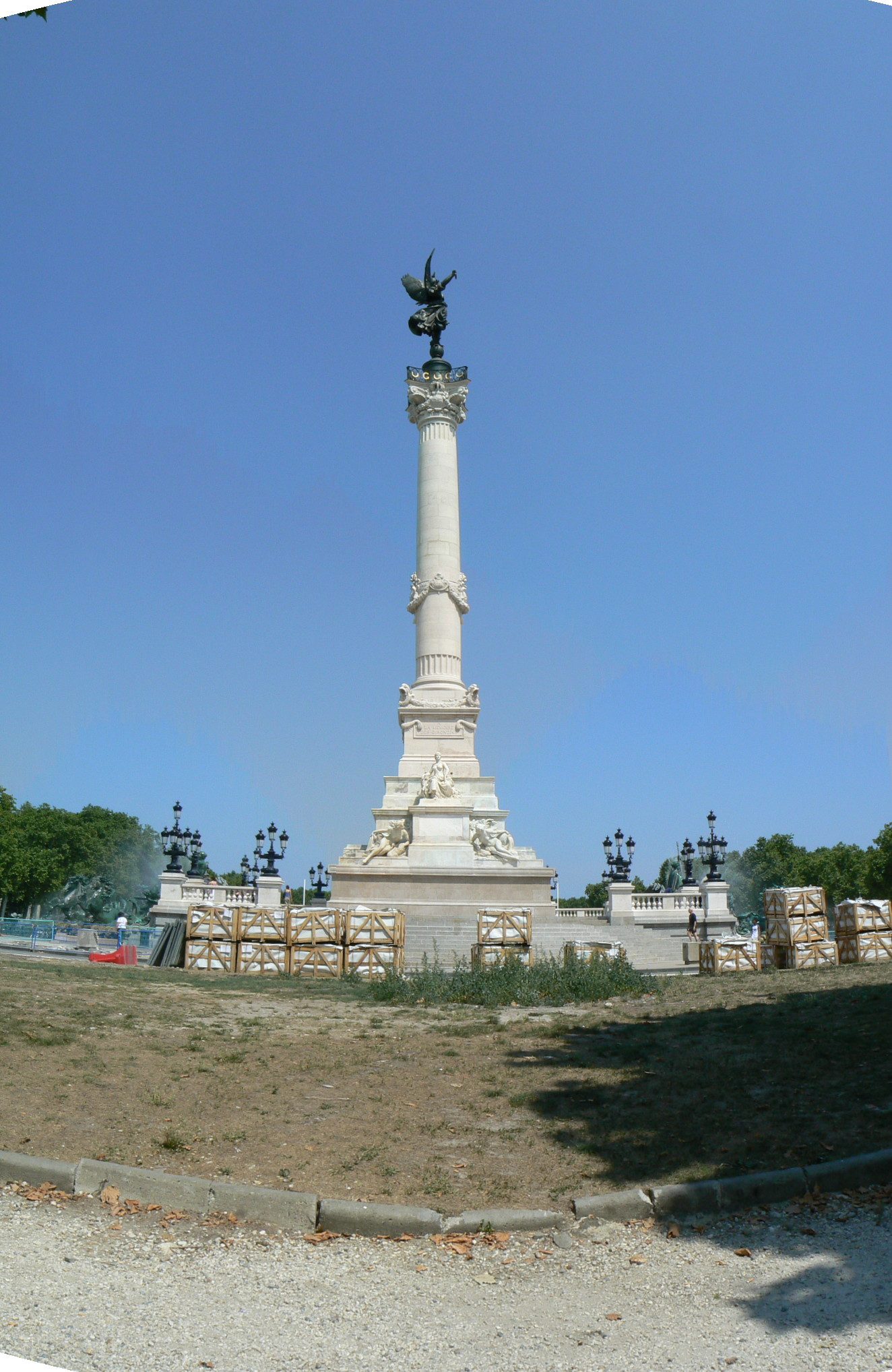
A coluna por Dumilatre e Rich
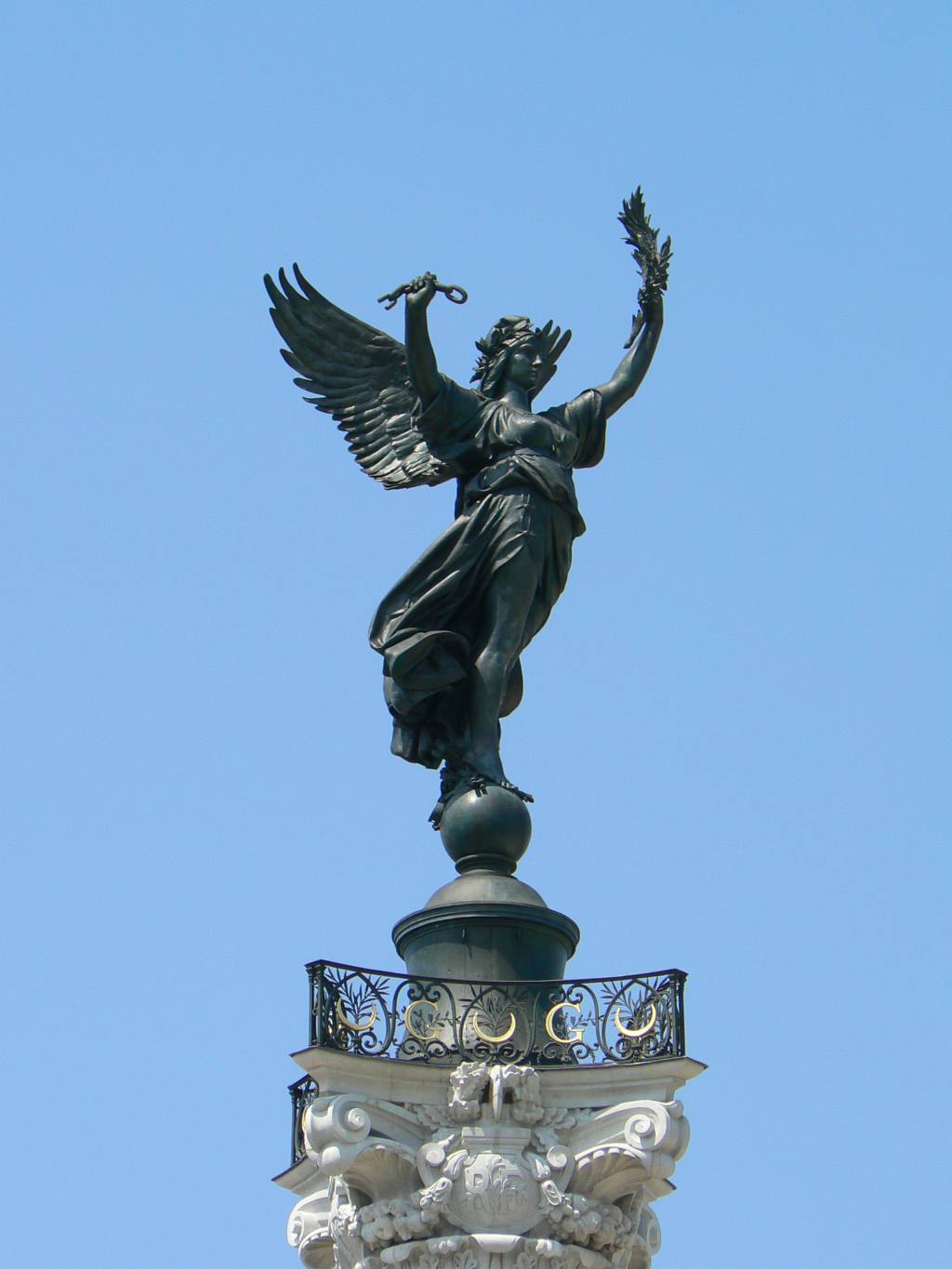
Estátua no topo da coluna
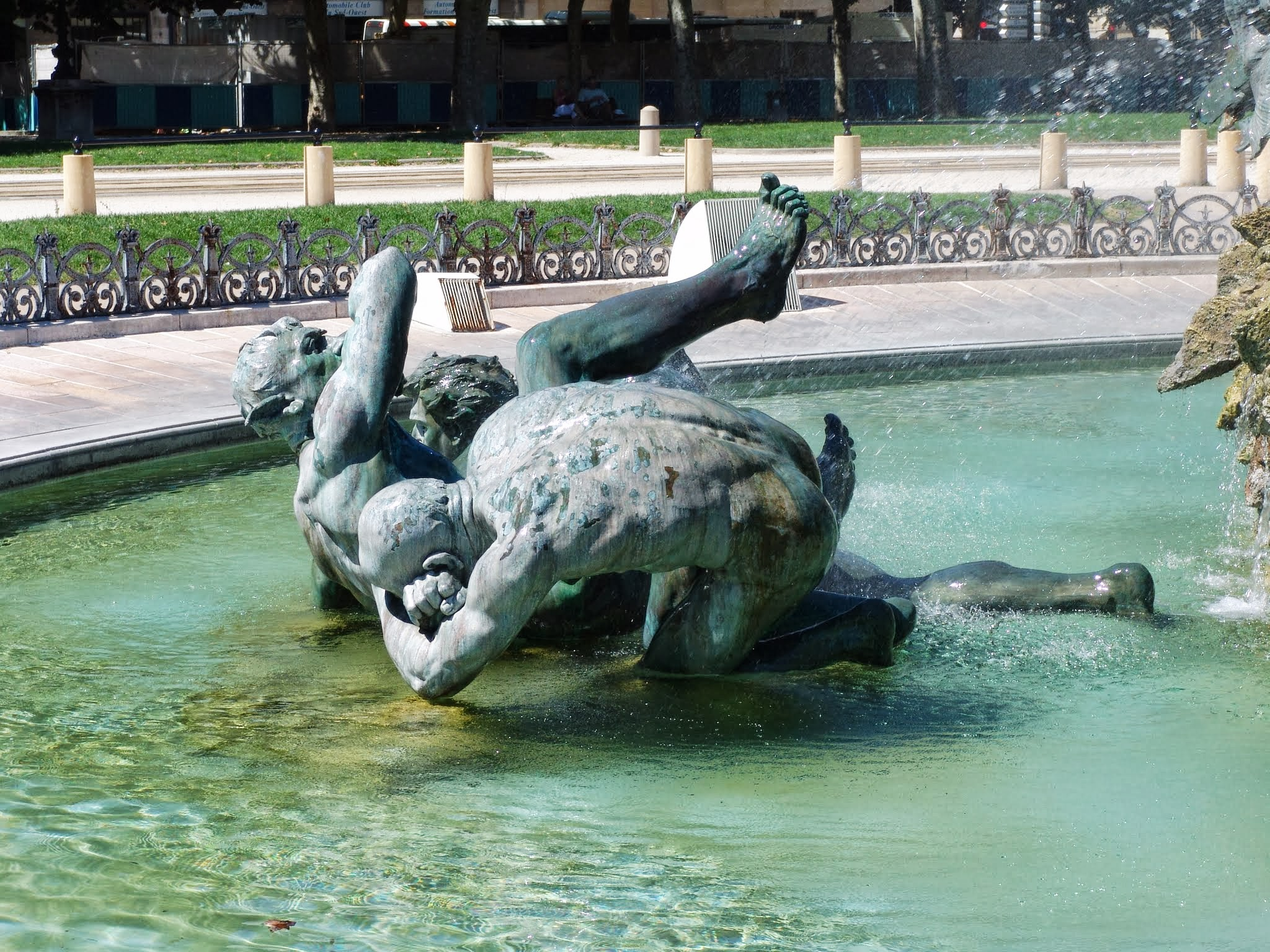
Escultura da figuras sofredoras
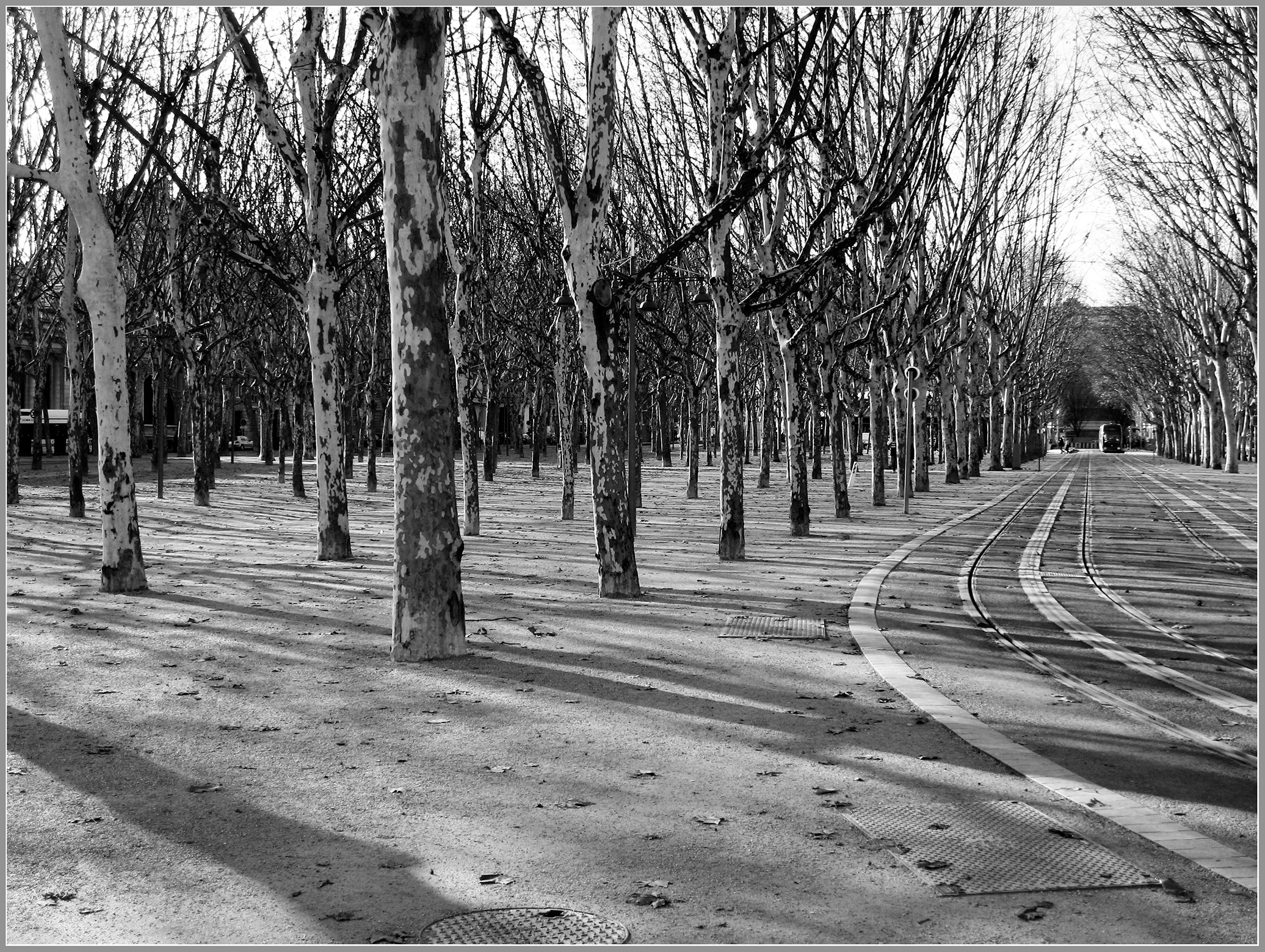
Árvores em Place des Quinconces.
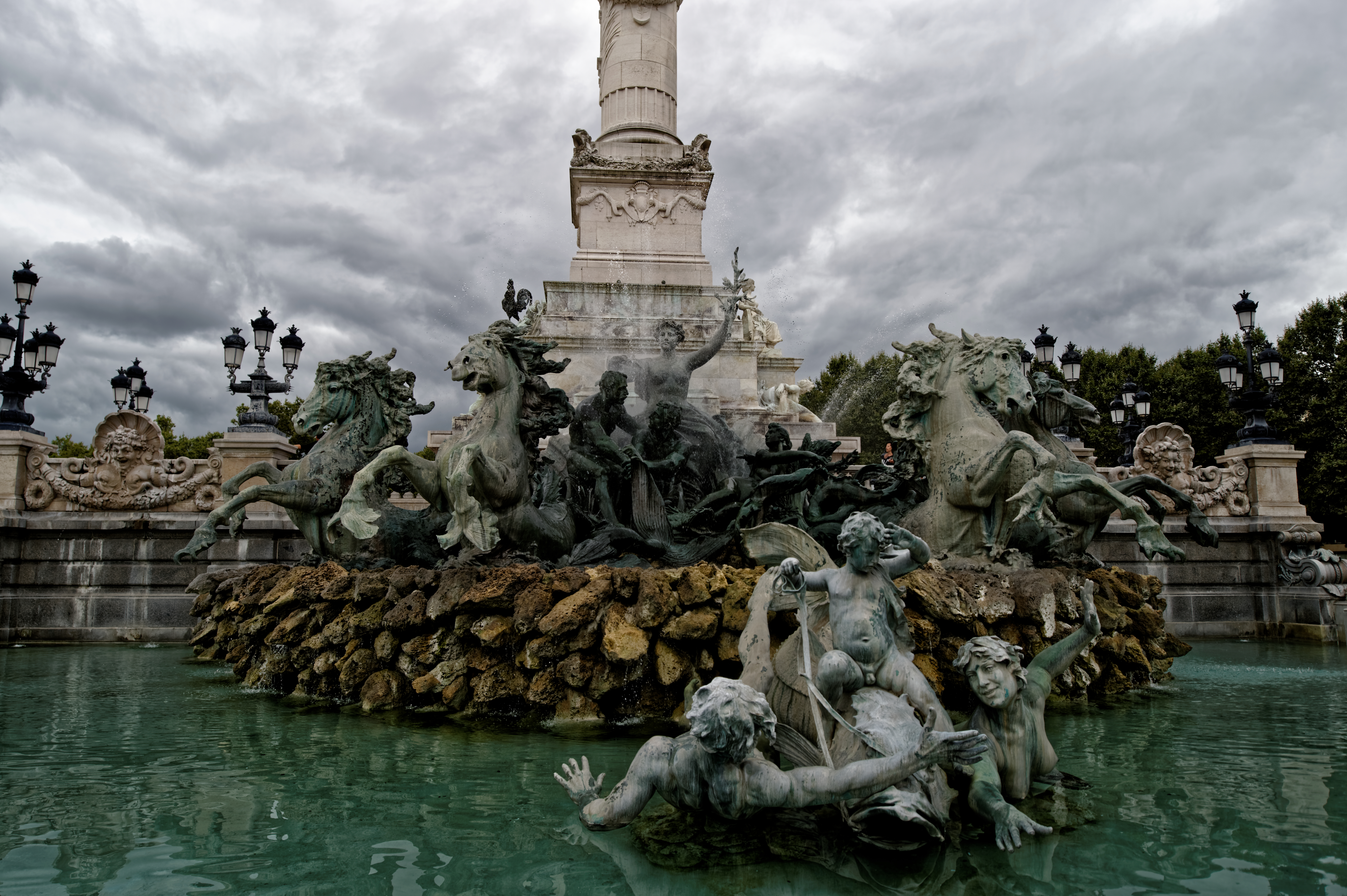
Monumento aux Girondins, fonte (detalhe), place des Quinconces, Bordéus, França